# A lezione d'amore
A Lezione d'Amore (Sylvester) è un romanzo della scrittrice inglese Georgette Heyer.

## Trama
Protagonista del romanzo è Sylvester Rayne, duca di Salford; ventottenne, ricco e dotato di bellezza e fascino, oltre che di un solido patrimonio, decide che sarebbe consono alla sua posizione ed età prender moglie. Stila così un elenco di fanciulle che per bellezza, grazia e lignaggio ritiene papabili a diventare la futura duchessa di Salford. Sottopone tale lista prima alla madre, alla quale è molto legato, e poi alla propria madrina, Lady Ingham.
L’anziana nobildonna gli suggerisce, prima di procedere col suo “piano”, di andare a conoscere sua nipote: Phoebe Marlow. È una fanciulla di buona famiglia, cresciuta col padre e la sua seconda moglie, la quale non nutre particolare affetto per la figliastra perché Phoebe non è particolarmente bella e aggraziata, e che ha la pessima abitudine di dire sempre sconvenientemente ciò che le passa per la testa. La matrigna si lascia sfuggire con la ragazza che il duca verrà a conoscerla per farle una proposta di matrimonio e la ragazza va nel panico, perché ha conosciuto il duca tempo addietro durante una Stagione a Londra e l’aveva trovato arrogante ed altezzoso.
Decide così di scappare a Londra e cercare rifugio proprio dalla nonna; nel farlo si fa aiutare da Thomas Orde, figlio dello Squire locale e suo amico di infanzia al quale è legata, ricambiata, da un sincero affetto fraterno. Le famiglie dei due ragazzi, saputo della fuga, pensano siano scappati per sposarsi di nascosto e Sylvester prende come pretesto l’accaduto per congedarsi dai Marlow. Sulla strada del ritorno viene a sapere che i ragazzi hanno avuto un incidente con la carrozza a causa di una tempesta di neve e si ferma nella locanda nella quale sono alloggiati. Scopre così che Tom e Phoebe non sono fuggiti insieme, ma che il giovane Orde stava aiutando l’amica a scappare da una proposta di matrimonio che lei aborriva.
Dato che Thomas ha una gamba rotta, offre a Phoebe la propria carrozza per raggiungere la nonna, la quale è molto contenta di ospitare la nipote; l’anziana nobildonna è anche incuriosita dell’aiuto, apparentemente disinteressato, che Sylvester ha voluto dare alla ragazza. Decide pertanto di presentarla in società; inizialmente, anche se non è una ragazza particolarmente graziosa, ha successo. In un secondo tempo però si abbatte su di lei una disgrazia: tempo addietro Phoebe si era dilettata a scrivere un romanzo; per descrivere i protagonisti si era ispirata a delle persone che aveva realmente conosciuto, destinando la parte del protagonista cattivo ad un certo “Conte Ugolino”, la cui descrizione fisica rimanda senza ombra di dubbio al duca di Salford. Il romanzo, spedito ad un editore prima della fuga di Phoebe a Londra, ha un grandissimo successo e Sylvester, pur ignorando chi è l’autrice, è offesissimo dalla caricatura che il libro fa della sua persona, pur non essendosi mai comportato come il personaggio del romanzo.
Phoebe intanto fa la conoscenza di Ianthe, vedova di Harry, fratello gemello di Sylvester, e madre del seienne Edmund. Ianthe è una bellissima giovane donna molto viziata e capricciosa che prova una profonda antipatia, ricambiata, nei confronti del cognato Sylvester per due motivi: primo perché lui non ha mai fatto mistero di non sopportarla; secondo perché Harry Rayne, prima di morire, ha lasciato tramite testamento l’esclusiva tutela del proprio figlio Edmund al fratello Sylvester, togliendo di fatto la patria potestà alla madre Ianthe, che vorrebbe risposarsi con Sir Nugent, un ricco dandy tronfio e superficiale, e portare via il figlio con sé.
Phoebe commette l’imprudenza di far capire a Ianthe che è lei l’autrice del romanzo che sta spopolando nell’alta società, e la donna non esita a raccontarlo in giro. Sylvester scopre così che Phoebe, per la quale sta iniziando pur senza comprenderlo a provare dei sentimenti, è colei che l’ha ridicolizzato in quel libro. Affronta duramente la ragazza durante un ballo e lei fugge in lacrime a causa dell’umiliazione.
La nonna decide così di portare la nipote con sé in vacanza a Parigi, visto che Phoebe oramai è diventata una reietta della buona società. Saranno accompagnate nel viaggio anche da Thomas Orde.
A Dover, dove alloggiano tutti in attesa di imbarco, Tom e Phoebe incontrano Ianthe, che nel frattempo si è sposata con Sir Nugent, e capiscono che, con la scusa del viaggio di nozze, sta cercando di scappare a Parigi con Edmund per sottrarlo allo zio.
Phoebe e Thomas, per impedire il rapimento di Edmund, non esitano a salire sulla nave degli sposi, che salpa senza dar loro modo di scendere a terra; si ritrovano così in Francia dove pochi giorni dopo vengono raggiunti da Sylvester, ancora furente con Phoebe per la faccenda del romanzo. La ragazza è sconfortata ed arrabbiata per il trattamento che Sylvester le rivolge durante il viaggio di ritorno, pur capendone le motivazioni. Durante l’ennesimo litigio Sylvester si dichiara e la chiede in moglie. Phoebe, a causa di un malinteso, pensa che lui desideri corteggiarla e farla innamorare per vendicarsi di essere stato a suo tempo considerato da Phoebe una persona non adatta ad essere suo marito, e lo rifiuta. Tornati a Londra, Sylvester chiede aiuto alla madre per capire come riconciliarsi con Phoebe, della quale è profondamente innamorato. La duchessa madre fa così da tramite tra il figlio e Phoebe, la quale accetta finalmente di diventare la moglie di Sylvester, il quale le confessa che è stata proprio la nonna di lei a dirgli di andare a conoscerla.